# Matthias Nawrat
Matthias Nawrat (Opole, 1979) è uno scrittore tedesco di origine polacca.

## Biografia
Nato ad Opole, nel 1979 Nawrat si trasferisce con la famiglia a Bamberga per poi studiare biologia tra il 2000 e il 2007 a Heidelberg e Friburgo in Brisgovia. A partire dal 2008 pubblica i primi racconti su antologie e riviste letterarie e inizia gli studi presso l'Istituto letterario svizzero di Biel/Bienne.
Nel 2012 esordisce nella narrativa lunga con Wir zwei allein e viene invitato a leggere un estratto da Imprenditori (2014) durante le Giornate della letteratura di lingua tedesca di Klagenfurt, nell'ambito del premio Ingeborg Bachmann; il romanzo riceve il premio Kelag e viene candidato al Deutscher Buchpreis, il più importante premio letterario tedesco. Seguono i romanzi Die vielen Tode unseres Opas Jurek (2015) e Der traurige Gast (2019), finalista al premio della Fiera del libro di Lipsia.
Nawrat vive e lavora a Berlino ed è membro del centro PEN tedesco.

## Opere

### Romanzi
- Wir zwei allein, Zurigo, Nagel & Kimche, 2012, ISBN 978-3-312-00497-3
- Unternehmer, Reinek, Rowohlt, 2014, ISBN 978-3-498-04612-5 (in italiano Imprenditori. Una favola famigliare, traduzione di Marco Federici Solari, Roma, L'orma editore, 2019, ISBN 978-88-997-9368-5)
- Die vielen Tode unseres Opas Jurek, Reinbek, Rowohlt, 2015, ISBN 978-3-498-04631-6
- Der traurige Gast, Reinbek, Rowohlt, 2019, ISBN 978-3-498-04704-7

## Riconoscimenti
- 2011: premio letterario dell'emittente MDR
- 2012: premio del festival letterario internazionale lit.Cologne
- 2012: premio letterario del Cantone di Berna
- 2012: premio Kelag nell'ambito del premio Ingeborg Bachmann
- 2013: premio Adelbert von Chamisso
- 2014: candidato al Deutscher Buchpreis con Unternehmer
- 2016: premio letterario della città di Brema
- 2016: medaglia Alfred Döblin dell'Accademia delle scienze e della letteratura di Mainz
- 2019: finalista al premio della Fiera del libro di Lipsia con Der traurige Gast
- 2020: premio letterario dell'Unione europea con Der traurige Gast[1]